# Kap Morton
Kap Morton är en udde i Grönland (Kungariket Danmark).   Den ligger i kommunen Qaasuitsup, i den nordvästra delen av Grönland, 1 900 km norr om huvudstaden Nuuk.
Terrängen inåt land är huvudsakligen kuperad, men västerut är den platt. Havet är nära Kap Morton åt nordost.  Trakten runt Kap Morton är nära nog obefolkad, med mindre än två invånare per kvadratkilometer. Det finns inga samhällen i närheten.